# Полосы Маха

При контакте появляется преувеличенный контраст между краями слегка отличающихся оттенков серого.

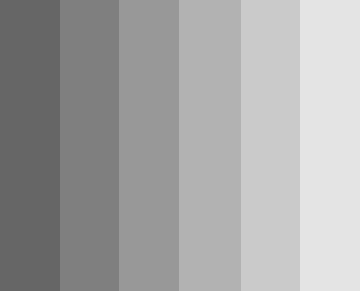
Иллюзия полос Маха возникает на границе между смежными оттенками серого благодаря боковому торможению и делает темную область ложно выглядящей ещё темнее, а светлая область ложно выглядит ещё светлее.

Полосы Маха — это оптическая иллюзия, названная в честь физика Эрнста Маха. Она преувеличивает контраст между краями слегка отличающихся оттенков серого, как только они соприкасаются друг с другом, вызывается в зрительной системе человека при обнаружении краев.

## Объяснение
Эффект полос Маха обусловлен нерезким маскированием, выполняемым зрительной системой человека в канале яркости изображения, снятого сетчаткой. Мах сообщил об этом эффекте в 1865 году, предположив, что фильтрация осуществляется в самой сетчатке путем бокового торможения её нейронов. Эта гипотеза подтверждается наблюдениями других (невизуальных) чувств, на что указал фон Бекези. Визуальный рисунок часто встречается на изогнутых поверхностях, подверженных определённому естественному освещению, поэтому возникновение фильтрации можно объяснить как результат изученной статистики изображений. Эффект фильтрации можно смоделировать как свертку между трапециевидной функцией, которая описывает освещение, и одним или несколькими полосовыми фильтрами. Точное приближение получается моделью, использующей 9 четных фильтров, масштабированных с помощью октавных интервалов.
Эффект не зависит от ориентации границы.

## В радиологии
Это визуальное явление важно иметь в виду, оценивая рентгенограмму зубов на наличие признаков распада, в которых изображения зубов и костей построены с использованием оттенков серого и анализируются на наличие аномальных вариаций интенсивности. Ложноположительный рентгенологический диагноз кариеса возможен, если практикующий врач не принимает во внимание вероятность этой иллюзии. Полосы Маха проявляются рядом с металлическими реставрациями или приборами и на границах между эмалью и дентином Полосы Маха могут приводить к неправильной диагностике горизонтальных переломов корня из-за различной рентгенографической интенсивности зуба и кости..
Эффект Маха также может привести к ошибочной диагностике пневмоторакса путем создания темной линии на периферии легких (тогда как истинный пневмоторакс будет иметь белую плевральную линию).

## В компьютерной графике
Полосы Маха существуют там, где появляется производная разрыва, визуальный эффект, распространенный, при линейной интерполяции интенсивностей, например, при тонировании Гуро .